# Gérard Sergent
Gérard Sergent, né le 3 septembre 1965 à Boulogne-sur-Mer, est un entraîneur français de football.

## Biographie
En 2003, Gérard Sergent est le sélectionneur de l'équipe de France féminine des moins de 17 ans et découvre Louisa Nécib.
En 2005, Gérard Sergent est toujours sélectionneur de l'équipe de France féminine U17.
En 2008, Gérard Sergent est à nouveau le sélectionneur de l'équipe de France féminine U17, finaliste de l'Euro 2008. À la suite de la compétition, il est annoncé que Gérard Sergent prend la sélection U18 féminine,. Pour autant, il est à la tête de la sélection qui prend part à la première édition de la Coupe du monde féminine U17 en fin d'année. Les Bleuettes sont étrillées par le Japon (1-7) lors du second match de poule, après une large victoire contre le Paraguay (6-2). Le match nul contre les États-Unis (1-1), pour la troisième rencontre de groupe, élimine la France.
En 2009, Gérard Sergent prend la tête de l'équipe de France féminine des moins de 16 ans.
À partir de 2015, Gérard Sergent devient entraîneur adjoint de Stéphane François et responsable des gardiens au sein de l'équipe de France de football de plage. De 2017 à 2019, il ne s'occupe que des gardiens de but. Lors du départ de Stéphane François fin juillet 2019, Gérard Sergent assure l'intérim jusqu'à la fin de l'année. Il encadre la sélection lors des Jeux méditerranéens de plage, où la France obtient la médaille de bronze. Il reprend la charge des gardiens à partir de 2020 et la nomination de Claude Barrabé comme sélectionneur.